# Флаг Французской Гвианы
Флаг Францу́зской Гвиа́ны — заморского региона Франции, расположенного в Южной Америке — это флаг Франции. Он состоит из трёх вертикальных равновеликих полос: синей — у древкового края, белой — в середине и красной — у свободного края полотнища. Отношение ширины флага к его длине — 2:3. Другой часто используемый флаг отображается в виде знамени, разделенного на две цветные части верхним левым углом и нижним правым углом, причем самый верхний цвет — зелёный, а самый нижний — жёлтый, с красной звездой в центре. Зелёный цвет флага представляет леса региона, жёлтый цвет флага представляет его полезные ископаемые, а красная звезда представляет социализм. Флаг, используемый местными властями, изображает современную нарисованную форму Французской Гвианы в центре, внутри формы написано «Collectivité Territoriale de Guyane», а также стрелки, торчащие в форму сверху справа, сверху вниз. цвета четырёх стрелок — красный, синий, жёлтый и чёрный.

## Изображения

другие флаги французской Гвианы
Исторический флаг колонии.
Логотип региона, используемый местными властями